# Microdrosophila tectifrons
Microdrosophila tectifrons är en tvåvingeart som först beskrevs av Johannes Cornelis Hendrik de Meijere 1914.  Microdrosophila tectifrons ingår i släktet Microdrosophila och familjen daggflugor. Inga underarter finns listade i Catalogue of Life.